# Hrádok (Nové Mesto nad Váhom)
Hrádok (bis 1927 slowakisch auch „Hrádek“; ungarisch Temetvény – bis 1907 Hrádek) ist eine Gemeinde im Westen der Slowakei mit 784 Einwohnern (Stand 31. Dezember 2024), die zum Okres Nové Mesto nad Váhom, einem Teil des Trenčiansky kraj gehört.

## Geographie

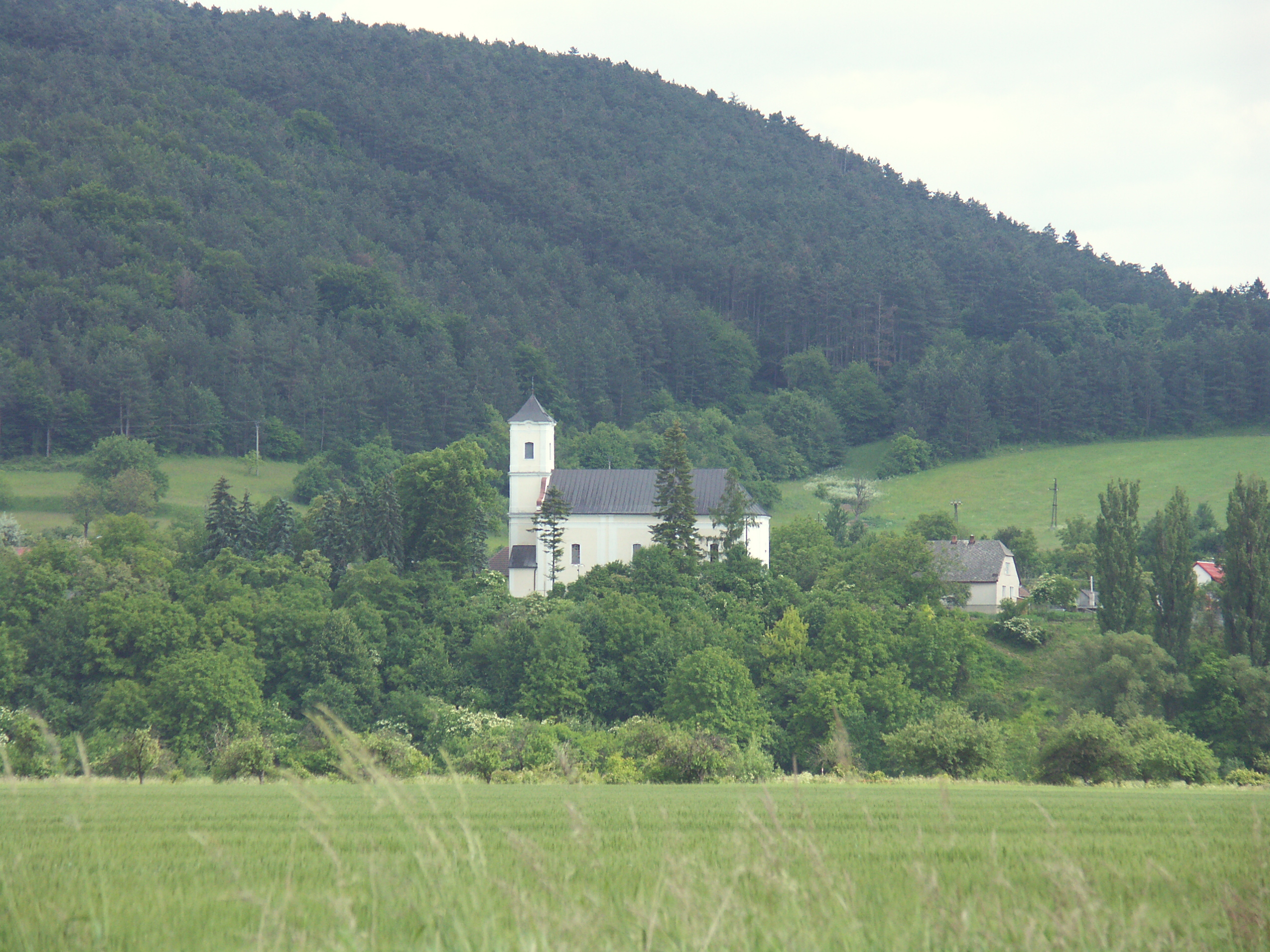
Kirche in Hrádok mit umliegender Landschaft

Die Gemeinde befindet sich am Übergang von einem Ausläufer des Slowakischen Donautieflands ins Gebirge Považský Inovec, am linken Ufer der Waag. Das Ortszentrum liegt auf einer Höhe von 197 m n.m. und ist 13 Kilometer von Nové Mesto nad Váhom sowie 16 Kilometer von Piešťany entfernt.

## Geschichte
Der Ort wurde zum ersten Mal 1246 als Harranuk schriftlich erwähnt und bezieht sich auf die Existenz einer älteren Burgstätte. Hrádok gehörte zum Herrschaftsgebiet der nahen Burg Tematín. Im 16. Jahrhundert entstanden im Tal Hrádocká kotlina Einzelhöfe als Folge der walachischen Kolonisierung.

## Bevölkerung
| Jahr                | 1994 | 2004    | 2014     | 2024     |
| ------------------- | ---- | ------- | -------- | -------- |
| Anzahl der Personen | 642  | 596     | 711      | 784      |
| Unterschied         |      | −7,16 % | +19,29 % | +10,26 % |

| Jahr                | 2023 | 2024    |
| ------------------- | ---- | ------- |
| Anzahl der Personen | 770  | 784     |
| Unterschied         |      | +1,81 % |

Ergebnisse nach der Volkszählung 2001 (630 Einwohner):
| Nach Ethnie: - 98,41 % Slowaken - 0,79 % Tschechen - 0,63 % Roma | Nach Konfession: - 80,16 % römisch-katholisch - 15,40 % evangelisch - 3,49 % konfessionslos - 0,63 % keine Angabe |

## Sehenswürdigkeiten
- Ruinen der Burg Tematín knapp außerhalb des Gemeindegebietes
- römisch-katholische Kirche Mariä Himmelfahrt aus dem Jahr 1729